# Wegedoornpage
De wegedoornpage (Satyrium spini) is een vlinder uit de familie Lycaenidae (kleine pages, vuurvlinders en blauwtjes). 

## Kenmerken
De spanwijdte is 14 tot 16 millimeter.

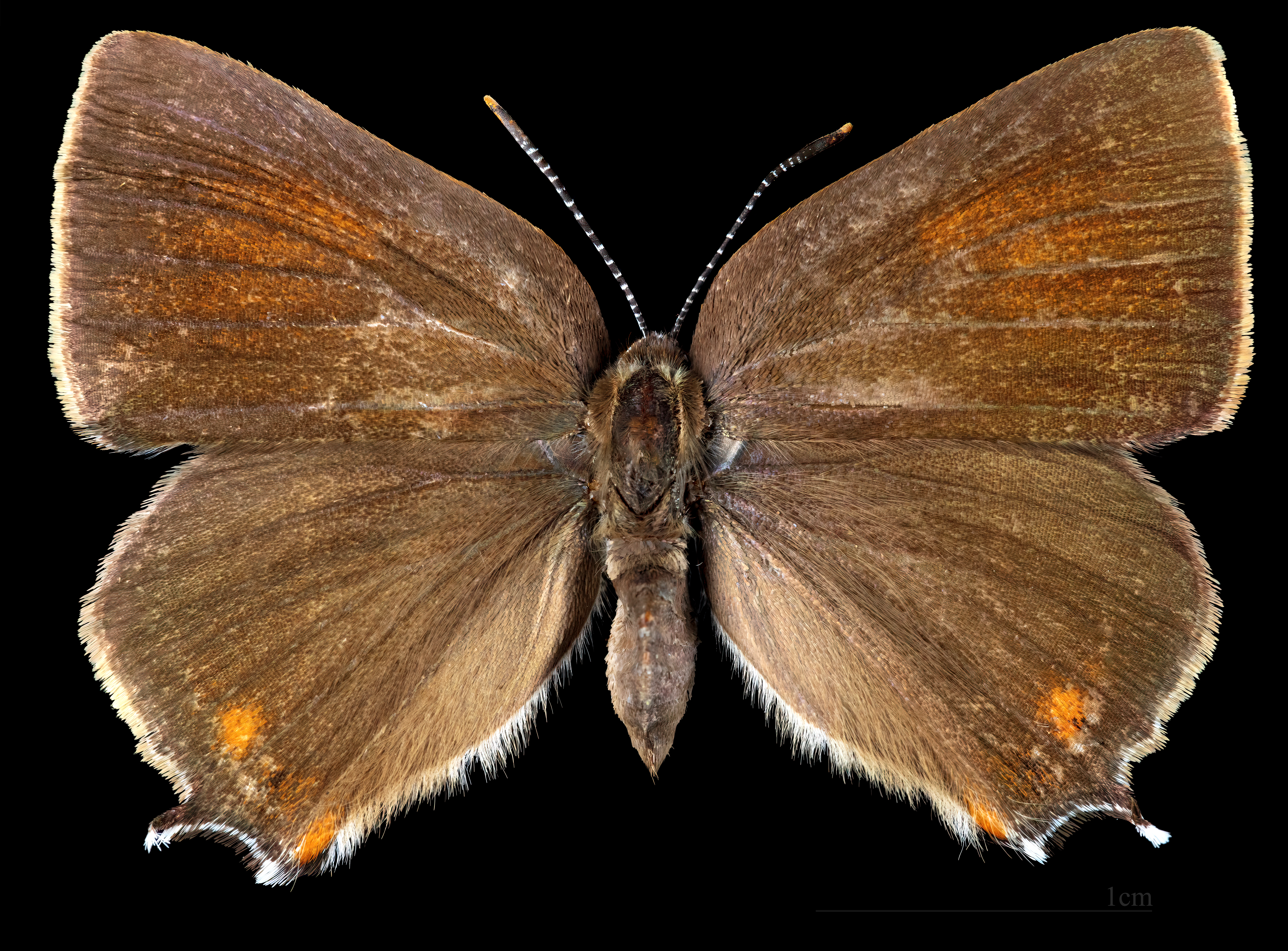
Satyrium spini ♂
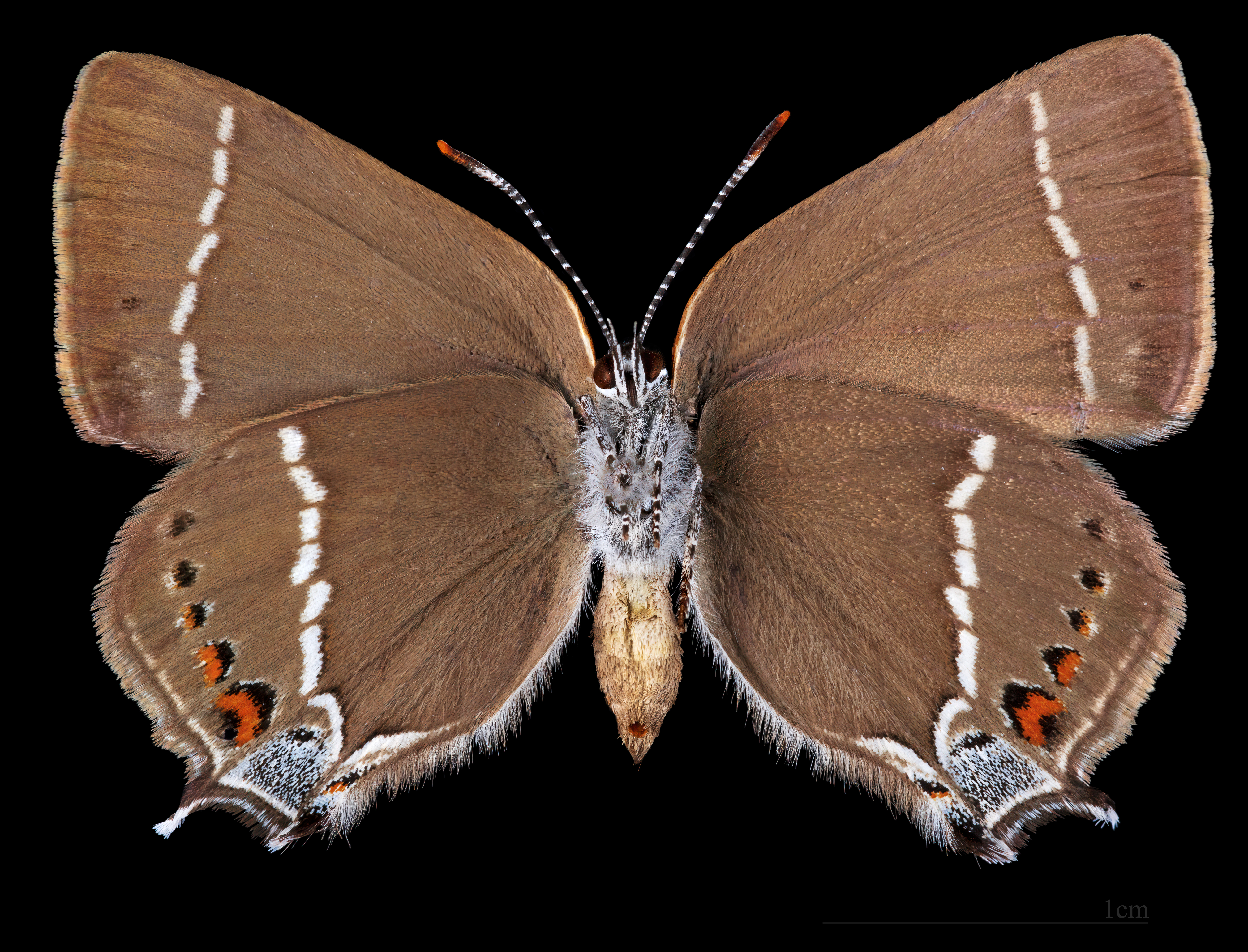
Satyrium spini ♂  △

## Verspreiding en leefgebied
De soort komt voor in Centraal- en Zuid-Europa, Klein-Azië, Libanon, Irak en Iran op stenige hellingen en schrale graslanden. De vlinder vliegt tot hoogtes van 2000 meter boven zeeniveau. De wegedoornpage kent één jaarlijkse generatie die vliegt van mei tot in juli. De soort overwintert als ei.

## Waardplanten
De waardplanten zijn vooral sleedoorn, wegedoorn en meidoorn.

## Voorkomen in Nederland en België
In Nederland komt de wegedoornpage niet voor; in België is het een zeer zeldzame vlinder uit het uiterste zuiden, mogelijk uitgestorven.